# Augusto César Cardoso de Carvalho

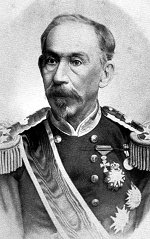
Augusto César Cardoso de Carvalho

Augusto César Cardoso de Carvalho (* 31. März 1836; † 3. Februar 1905) war ein portugiesischer Marineoffizier und Kolonialverwalter.
Von 1880 bis 1881 war Carvalho Gouverneur der Kolonie Portugiesisch-Timor. Im November 1880 traf er, zu dem Zeitpunkt Kapitänleutnant und Kommandant des Kanonenbootes Tarnega, in Dili ein.
In Carvalhos Amtszeit fällt die Anerkennung der portugiesischen Oberhoheit durch das timoresische Königreich Cowa. Das Reich hatte mehrere Jahrzehnte den Kolonialherren Widerstand geleistet.
1880 stellte sich auch Manuel dos Remédios, der aufständische Herrscher von Laleia, der seit 1878 Krieg gegen die Portugiesen und die Missionare führte. In einer Gerichtsverhandlung, welche die Schuld am Krieg von Laleia klären sollte, warf Remédios den Missionaren vor, sie hätten den Krieg gegen ihn begonnen. Remédios wurde aus Mangel an Beweisen freigesprochen und rehabilitiert und als Herrscher von Laleia bestätigt. Die Missionare fielen beim Gouverneur in Ungnade. Der Konflikt zwischen Kolonialverwaltung und Kirche war sogar in Portugal Thema von Zeitungen.
Ende 1881 wurde Carvalho zum Rapport aus Timor nach Macau zurückgerufen. Grund waren die Umstände um den Freispruch vom Liurai von Laleia. Zwar hatte Carvalho sich beim Vorgehen an seine Befehle aus Macau gehalten, doch der oberste Missionar António Joaquim de Medeiros hatte sich mehrfach über Carvalho beschwert.
Vom 28. Oktober 1886 bis April 1889 bekleidete Carvalho das Amt des Generalgouverneurs von Portugiesisch-Indien. In seiner Amtszeit wurde der Hafen von Mormugao und die Eisenbahnlinie bis an die Grenze zu Britisch-Indien eröffnet. Danach war Carvalho 1890 Gouverneur der Kapverdischen Inseln.
José Manuel de Carvalho, der Bruder von Augusto César, war von 1897 bis 1902 Bischof von Macau.